# Hans-Joachim Dierks
Hans-Joachim Dierks (16 de julho de 1923 - 13 de junho de 2013) foi um comandante de U-Boot que serviu na Kriegsmarine durante a Segunda Guerra Mundial.